# Super Prestige Pernod 1965
De Super Prestige Pernod 1965 was de zevende editie van dit regelmatigheidsklassement in het wielrennen. Ten opzichte van 1964 werden er twee koersen toegevoegd aan de kalender: de etappewedstrijd Circuit du Provençal leverde voor het eerst punten op en Luik-Bastenaken-Luik kwam voor het eerst sinds 1960 weer op de kalender. Daardoor telden er in totaal negentien wedstrijden mee voor de Super Prestige Pernod.
Jacques Anquetil won voor de derde maal (na 1961 en 1963) het eindklassement. Anquetil ging in geen enkele Grote Ronde van start, maar behaalde wel de overwinning in vier andere wedstrijden. Wereldkampioen Tom Simpson eindigde als tweede en Ward Sels werd derde. Sels had met name in april goede resultaten behaald: hij werd tweede in Parijs-Roubaix en de Ronde van Vlaanderen en hij won Parijs-Brussel. In Parijs-Roubaix was Sels tweede geworden achter Rik Van Looy, die de Hel van het Noorden voor de derde maal won. Hiermee evenaarde Van Looy het record van Octave Lapize en Gaston Rebry.
Behalve de Super Prestige Pernod werden er nog twee andere prijzen uitgereikt: de Prestige Pernod voor Franse renners en de Promotion Pernod voor Franse renners onder de 25 jaar.

## Wedstrijden
| Datum            | Koers                                      | Winnaar                  |
| ---------------- | ------------------------------------------ | ------------------------ |
| 9–16 maart       | Parijs-Nice (1965)                         | Jacques Anquetil         |
| 19 maart         | Milaan-San Remo (1965)                     | Arie den Hartog          |
| 31 maart–4 april | Circuit du Provençal (1965)                | Federico Bahamontes      |
| 11 april         | Parijs-Roubaix (1965)                      | Rik Van Looy             |
| 17 april         | Ronde van Vlaanderen (1965)                | Jo de Roo                |
| 25 april         | Parijs-Brussel (1965)                      | Ward Sels                |
| 29 april         | Waalse Pijl (1965)                         | Roberto Poggiali         |
| 2 mei            | Luik-Bastenaken-Luik (1965)                | Carmine Preziosi         |
| 29 april–16 mei  | Ronde van Spanje (1965)                    | Rolf Wolfshohl           |
| 22–29 mei        | Critérium du Dauphiné Libéré (1965)        | Jacques Anquetil         |
| 30 mei           | Bordeaux-Parijs (1965)                     | Jacques Anquetil         |
| 15 mei–6 juni    | Ronde van Italië (1965)                    | Vittorio Adorni          |
| 22 juni–14 juli  | Ronde van Frankrijk (1965)                 | Felice Gimondi           |
| 27–30 augustus   | Parijs-Luxemburg (1965)                    | Jean Stablinski          |
| 5 september      | Wereldkampioenschap in Lasarte-Oria (1965) | Tom Simpson              |
| 19 september     | Grote Landenprijs (1965)                   | Jacques Anquetil         |
| 26 september     | GP du Parisien (1965)                      | Pelforth–Sauvage–Lejeune |
| 10 oktober       | Parijs-Tours (1965)                        | Gerben Karstens          |
| 16 oktober       | Ronde van Lombardije (1965)                | Tom Simpson              |

## Eindklassementen

### Individueel
| Plek | Renner           | Punten |
| ---- | ---------------- | ------ |
| 1    | Jacques Anquetil | 216    |
| 2    | Tom Simpson      | 185    |
| 3    | Ward Sels        | 170    |
| 4    | Raymond Poulidor | 160    |
| 5    | Felice Gimondi   | 155    |
| 6    | Vittorio Adorni  | 140    |
| 7    | Jean Stablinski  | 130    |
| 8    | Gerben Karstens  | 105    |
| 8    | Rik Van Looy     | 105    |
| 10   | Rudi Altig       | 90     |

- Prestige Pernod: Jacques Anquetil
- Promotion Pernod: Georges Chappe

1959 · 1960 · 1961 · 1962 · 1963 · 1964 · 1965 · 1966 · 1967 · 1968 · 1969 · 1970 · 1971 · 1972 · 1973 · 1974 · 1975 · 1976 · 1977 · 1978 · 1979 · 1980 · 1981 · 1982 · 1983 · 1984 · 1985 · 1986 · 1987